# Широке (Березівський район)
Широ́ке — село Миколаївської селищної громади у Березівському районі Одеської області в Україні. Населення становить 3 осіб.

## Історія
Під час організованого радянською владою Голодомору 1932—1933 років помер щонайменше 1 житель села.
Колишній орган місцевого самоврядування — Новопетрівська сільська рада.

## Населення
Згідно з переписом УРСР 1989 року чисельність наявного населення села становила 9 осіб, з яких 2 чоловіки та 7 жінок.
За переписом населення України 2001 року в селі мешкали 3 особи. 100 % населення вказало своєю рідною мовою українську мову.